# Bembidion aegrotum
Bembidion aegrotum är en skalbaggsart som beskrevs av Thomas Casey. Bembidion aegrotum ingår i släktet Bembidion och familjen jordlöpare. Inga underarter finns listade i Catalogue of Life.